# District de Baiyun (Guiyang)
Pour les articles homonymes, voir Baiyun.
Le district de Baiyun (白云区 ; pinyin : Báiyún Qū) est une subdivision administrative de la province du Guizhou en Chine. Il est placé sous la juridiction de la ville-préfecture de Guiyang.